# Lutica maculata
Lutica maculata là một loài nhện trong họ Zodariidae.
Loài này thuộc chi Lutica. Lutica maculata được Marx miêu tả năm 1891.